# FilmUADrama
«FilmUADrama» — український фільмовий телеканал.

## Історія
Мовлення телеканалу розпочалося 1 жовтня 2015 року.
20 липня 2023 року Національна рада України з питань телебачення і радіомовлення змінила технологію мовлення з супутникового на OTT/IPTV.

## Серіали
- Відважні
- Гречанка
- Мереживо долі
- Жіночий лікар
- Черговий лікар
- Вікно життя
- Два життя
- Новенька
- Нюхач
- Майор і магія
- Жіночі секрети
- Пошта
- І будуть люди
- Роман з детективом
- Страх у твоєму домі
- Хованки

## Параметри супутникового мовлення
| Супутник         | Стандарт | Частота, МГц | Швидкість | Поляризація       | FEC | Формат зображення | Кодування  |
| ---------------- | -------- | ------------ | --------- | ----------------- | --- | ----------------- | ---------- |
| Astra 4A, 4,8° E | DVB-S2   | 11766        | 30000     | H (горизонтальна) | 2/3 | MPEG-4            | Verimatrix |